# Roby Weber
Jacques Weber, dit Roby Weber, né le 9 mars 1940 à Metz et mort accidentellement le 8 avril 1967 au Mans, est un pilote automobile français. Il a notamment terminé second du championnat de France de Formule 3 en 1966.

## Biographie
Fils de commerçants messins, Roby Weber se passionne dès l'adolescence pour le sport automobile, assistant dès qu'il le peut aux courses organisées en Lorraine. Après son service militaire, il devient représentant chez Lanvin, et profite de ses tournées au volant d'une MGA prêtée par un membre de sa famille pour se rendre en spectateur sur les circuits. En 1964, il s'inscrit à l'école de pilotage de Magny-Cours. Sans expérience préalable de la pratique du sport automobile, il parvient à améliorer progressivement ses performances, suffisamment pour être sélectionné pour la finale du Volant Shell cette même année. Il se montre le plus rapide le jour de la finale, le 8 novembre, devançant Palis et Serpaggi et devient le second lauréat, succédant à Jean-Pierre Jaussaud.
En 1965, il effectue sa première saison de Formule 3 sur une Alpine, obtenant des résultats probants qui lui valent de devenir pilote officiel de la marque la saison suivante, toujours en F3. Malgré la supériorité des Matra en 1966, Roby décroche deux victoires et termine second du championnat national derrière Johnny Servoz-Gavin. En 1967, devenu pilote Matra, il est favori pour le titre, débutant la saison par une victoire à Nogaro et une seconde place à Pau. Le 8 avril, il participe aux essais préliminaires des 24 Heures du Mans, pilotant dans la matinée la Matra 620 à moteur Ford V8. Des ennuis de moteur l'empêchent d'en reprendre le volant l'après-midi et en fin de journée Roby demande à piloter la Matra 630 à moteur BRM attribuée à Jean-Pierre Jaussaud. Malgré une mise en garde de ce dernier qui juge le comportement de la voiture dangereux et lui recommande de ne pas pousser à fond, Weber prend le volant. Au cours de son tour de lancement, dans les Hunaudières, le prototype décolle de l'arrière sous l'effet de la vitesse ; la perte de contrôle est instantanée et la voiture effectue une série de tonneaux, terminant sa course sur le toit avant de prendre feu. La mort de Roby Weber, probablement tué sur le coup, va sérieusement ébranler la motivation de Jean-Luc Lagardère, alors responsable de Matra Sports, qui n'acceptera de poursuivre la compétition qu'après consultation de toute son équipe. Sa tombe est au cimetière de l’Est à Metz.